# پولت سامایوا
پولت سامایوا (اسپانیایی: Paulette Samayoa‎؛ زاده ۱۷ ژانویه ۱۹۹۰) مدل اهل گواتمالا است. او در سال ۲۰۱۳ برنده عنوان دوشیزه گواتمالا شد.
او همچنین نماینده کشور گواتمالا در جشنواره دوشیزه جهان در سال ۲۰۱۳ در مسکو بود.